# هوسپ آتابکوف

هوسپ گریگوری آتابکوف (ارمنی: Հովսեփ Գրիգորի Աթաբեկով؛ انگلیسی: Iosif Atabekov؛ زاده ۷ دسامبر ۱۹۳۴ - درگذشته ۷ آوریل ۲۰۲۱) ویروس‌شناس، پژوهشگر و میکروب‌شناس  اهل ارمنستان بود.

## زندگی‌نامه
وی در ۷ دسامبر ۱۹۳۴ در تفلیس به دنیا آمد و از دانشگاه دولتی کشاورزی روسیه فارغ‌التحصیل شد. وی عضو آکادمی علوم روسیه، آکادمی اروپایی و آکادمی علوم اتحاد شوروی بود. وی همچنین برندهٔ جوایزی همچون نشان دوستی، مدال بزرگداشت ۸۵۰مین سالگرد مسکو، جایزه میخائیل لومونوسوف و جایزه دولتی فدراسیون روسیه شد. وی در ۷ آوریل ۲۰۲۱ در سن ۸۶ سالگی در مسکو درگذشت و در گورستان ترویکوروفسکوی به خاک سپرده شد.

## یادداشت
1. ↑  կենսաբանական գիտությունների դոկտոր
2. ↑  molecular biology of plant's viruses (USSR)
3. ↑  մանրէաբանություն
4. ↑  Վիրուսոլոգիա
5. ↑  մոլեկուլային կենսաբանություն
6. ↑  viral plant disease
7. ↑  հետազոտող
8. ↑  Մոսկվայի Կ. Ա. Տիմիրյազևի անվան գյուղատնտեսական ակադեմիա
9. ↑  member of the Russian Academy of Agricultural Sciences
10. ↑  Եվրոպական ակադեմիա
11. ↑  ԽՍՀՄ գիտությունների ակադեմիա